# Hierba de Matancillas
Hierba de Matancillas es una localidad del estado mexicano de Jalisco. Es parte del municipio de Ojuelos de Jalisco.

## Demografía
| Gráfica de evolución demográfica |
|                                  |

| Censo | Población |
| ----- | --------- |
| 1970  | 83        |
| 1980  | —         |
| 1990  | 377       |
| 2000  | 497       |
| 2010  | 799       |
| 2020  | 1 141     |